# Drepanosticta fraseri
Drepanosticta fraseri är en trollsländeart som beskrevs av Maurits Anne Lieftinck 1955. Drepanosticta fraseri ingår i släktet Drepanosticta och familjen Platystictidae. Inga underarter finns listade i Catalogue of Life.